# Hydroptila producta
Hydroptila producta är en nattsländeart som beskrevs av Martin E. Mosely 1939. Hydroptila producta ingår i släktet Hydroptila och familjen smånattsländor. Inga underarter finns listade i Catalogue of Life.